# Schlacht bei Glendale
Hampton Roads – Yorktown – Williamsburg – Elthams Landing – Drewrys Bluff – Hanover Courthouse – Seven Pines – Oak Grove – Beaver Dam Creek – Gaines’ Mill – Garnetts & Goldings Farm – Savage’s Station – White Oak Swamp – Glendale – Malvern Hill
Die Schlacht bei Glendale, auch unter dem Namen Schlacht bei Frayser’s Farm bekannt, fand gleichzeitig mit dem Gefecht am White Oak Swamp am 30. Juni 1862 in Virginia statt. Sie war die fünfte Schlacht der Sieben-Tage-Schlacht während des Halbinsel-Feldzuges. Die konzentrisch auf breiter Front angesetzten Angriffe der Konföderierten zerfielen in mehrere Teilgefechte, weshalb die Schlacht auch unter anderen Bezeichnungen als Schlacht bei Nelson’s Farm, Charles City Crossroads, Riddell’s Shop oder an der New Market Road bekannt ist. General Robert E. Lees Versuch, die nach Südosten zum James ausweichende Potomac-Armee mit 7 Divisionen anzugreifen und in einem „Cannae“ zu vernichten, misslang wegen fehlender Koordination der Großverbände und mangelhafter Stabsarbeit. Nur zwei der zum Angriff bestimmten konföderierten Divisionen hatten Feindberührung. Der Nachhut der Potomac-Armee unter Generalmajor William B. Franklin gelang es, Generalmajor „Stonewall“ Jacksons Divisionen an der Brücke über den White Oak aufzuhalten. Die Kampfhandlungen weiter südwestlich am Weiler Glendale begannen am frühen Nachmittag und zogen sich bis tief in die Nacht hin. Die Unionstruppen wurden nicht besiegt, wichen aber dennoch auf sichere Stellungen am Malvern Hill aus.

## Vorgeschichte

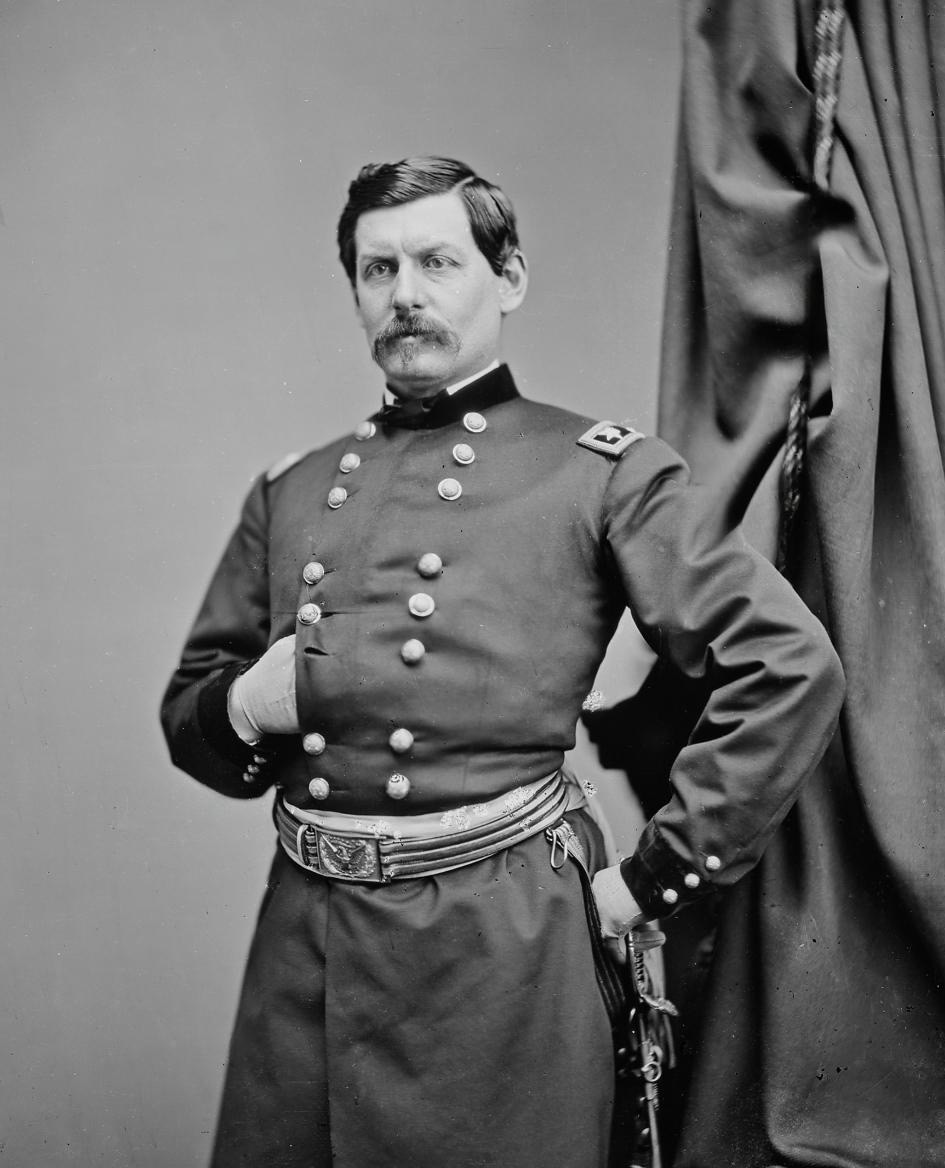
Generalmajor George B. McClellan

Die Sieben-Tage-Schlacht begann am 25. Juni mit dem Angriff der Potomac-Armee unter Generalmajor George B. McClellan am Oak Grove. Am nächsten Tag begann die Nord-Virginia-Armee unter General Lee eine Reihe von Gegenangriffen. Als sich die Gefahr der Überflügelung des V. US-Korps abzeichnete, verlegte McClellan die Versorgungsbasis nach Harrisons Landing an den James. Dorthin beabsichtige er mit seinen fünf Korps ständig kämpfend unter den Schutz der dort liegenden Kanonenboote auszuweichen.

## Operationsplan

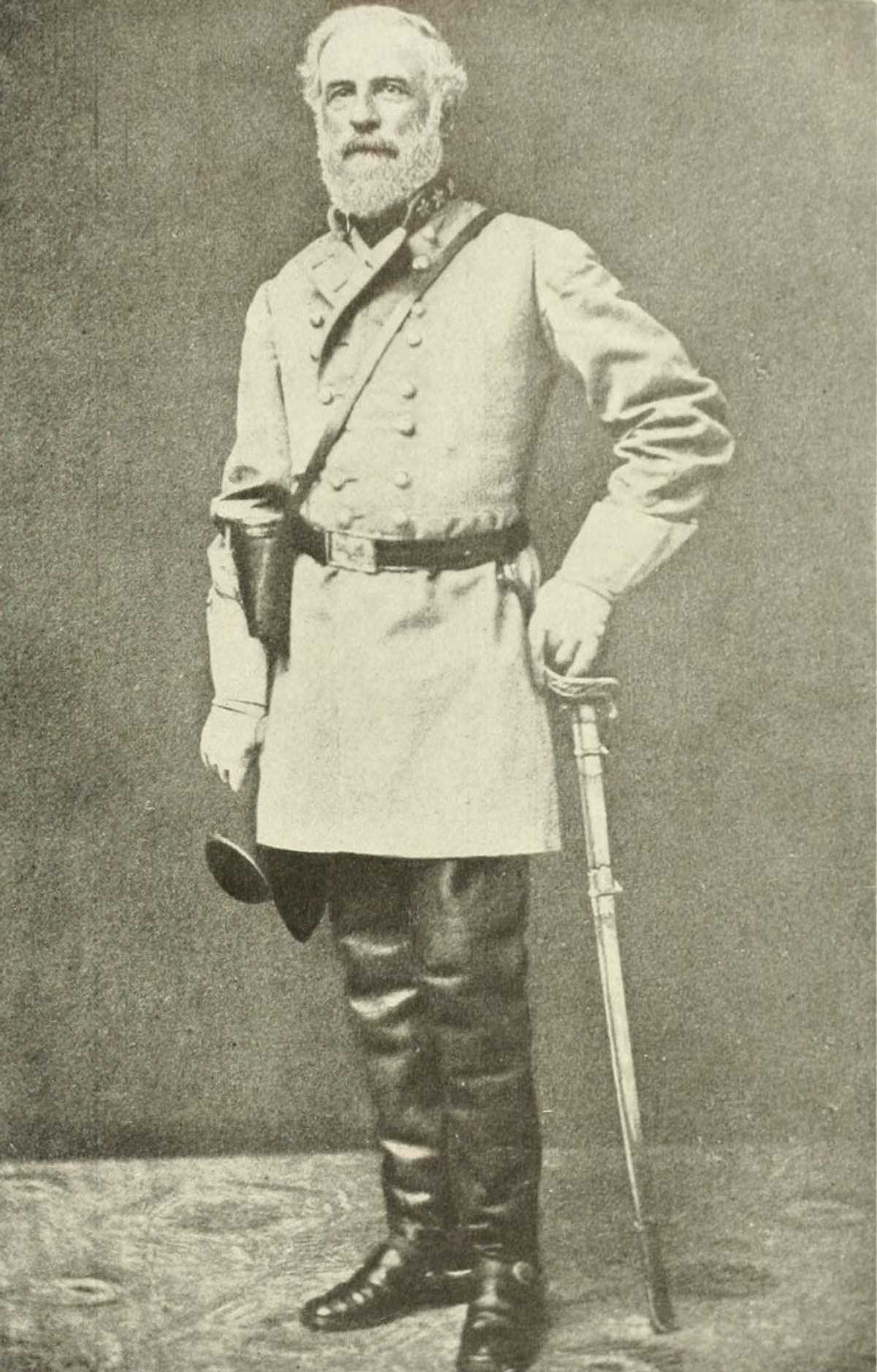
General Robert E. Lee

General Lee beabsichtigte, die Potomac-Armee östlich von Richmond auf beiden Flanken zu überflügeln, bevor sie den James erreichen konnte. Bei Glendale kreuzten sich eine Reihe von Straßen, die die Unionstruppen benutzen mussten. Jackson sollte mit 25.000 Mann den äußersten rechten Flügel der Potomac-Armee von Norden aus angreifen und mit 45.000 Mann wollte Lee in der Mitte bei Glendale mit drei Divisionen in die Unionsstellungen einbrechen und im Süden mit einer Division das Ausweichen nach Süden abriegeln.
McClellan inspizierte am Morgen des 30. Juni die Abfolge der Ausweichbewegungen und begab sich anschließend an Bord der USS Galena, ohne einen Verantwortlichen für die Koordination auf dem Schlachtfeld zu bestimmen oder die Ausweichbewegungen selbst detailliert koordiniert zu haben. Die Masse des V. Korps Brigadegeneral Porters besetzte das Schlüsselgelände Malvern Hill, die übrigen vier Korps operierten weitgehend selbstständig und ohne ihr ständig kämpfendes Ausweichen zu koordinieren. Ein Drittel der Potomac-Armee hatte bereits ihre Stellungen bei Harrisons Landing erreicht.

## Ausgangslage
Das VI. Korps Brigadegeneral Franklins mit 20.000 Mann und starker Artillerieunterstützung bildete den rechten Flügel der Potomac-Armee und sicherte als Nachhut den Übergang über den sumpfigen White Oak Creek. Die Unionstruppen hatten sich beidseitig der Straße nach Richmond in einer starken Verteidigungsstellung eingerichtet, in einem Bogen nach Westen und Süden waren etwa 40.000 Mann konzentriert. Im Zentrum war das III. Korps unter Brigadegeneral Samuel P. Heintzelman mit vier Divisionen zum Schutz der Charles City Road aufmarschiert. Dahinter rückte die Division unter Brigadegeneral George A. McCall zwischen Riddell`s Shop und Frayser`s Farm auf. Die südlichste Division unter Brigadegeneral Joseph Hooker war bereits in Willis Church angelangt und sicherte entlang der Quaker Road nach Westen parallel zum Western Run-Bach.

## Jacksons Kampf am White Oak Creek
Das Korps von Generalmajor Jackson (etwa 25.000 Mann) stieß am Morgen des 30. Juni von Savage`s Station bis zum White Oak Swamp vor. Er hatte den Auftrag, die Nachhut der Potomac-Armee am White Oak Swamp zu binden. Es kam mit der Nachhut des VI. Korps zum Artilleriegefecht, während 3,2 Kilometer südlich die Schlacht bei Glendale stattfand. Aufgrund des Widerstandes des VI. Korps wurde Jacksons Korps gehindert, effektiv in die Schlacht einzugreifen. Der Marsch erfolgte langsam, weil sich im Tross Tausende von verwundeten Gefangenen der Union befanden. Die einzige Brücke über den Sumpf war zwei Stunden zuvor vom VI. Korps verbrannt worden. An der Spitze der Kolonne befand sich Jacksons Artilleriechef Oberst Stapleton Crutchfield. Sieben Batterien mit 31 Geschützen der Division Whitings eröffneten auf 270 Meter Distanz das Feuer gegen die Nachhut der am Südufer sichernden Batterien Franklins. Generalmajor D.H. Hill überquerte den Fluss, um persönlich Aufklärungsarbeit durchzuführen, starkes Artilleriefeuer der Union verhinderte weitere Erfolge. Eine viertel Meile stromabwärts wurde eine Furt als geeignet für die Infanterie erkundet, Brigadegeneral Wade Hampton sollte eine Behelfsbrücke bauen. Die letzten Unionseinheiten am White Oak Swamp bestanden aus den Divisionen der Brigadegenerale William F. Smith und Israel B. Richardson. Jackson konnte General Lee, der mit seinem Eingreifen rechnete, nicht über seine Pattsituation informieren. Obwohl Jacksons Truppen Zehntausende Soldaten des VI. Korps banden, gab es bei White Oak Swamp keine Infanteriekämpfe, das Gefecht blieb auf ein Artillerieduell begrenzt.

## Die Schlacht

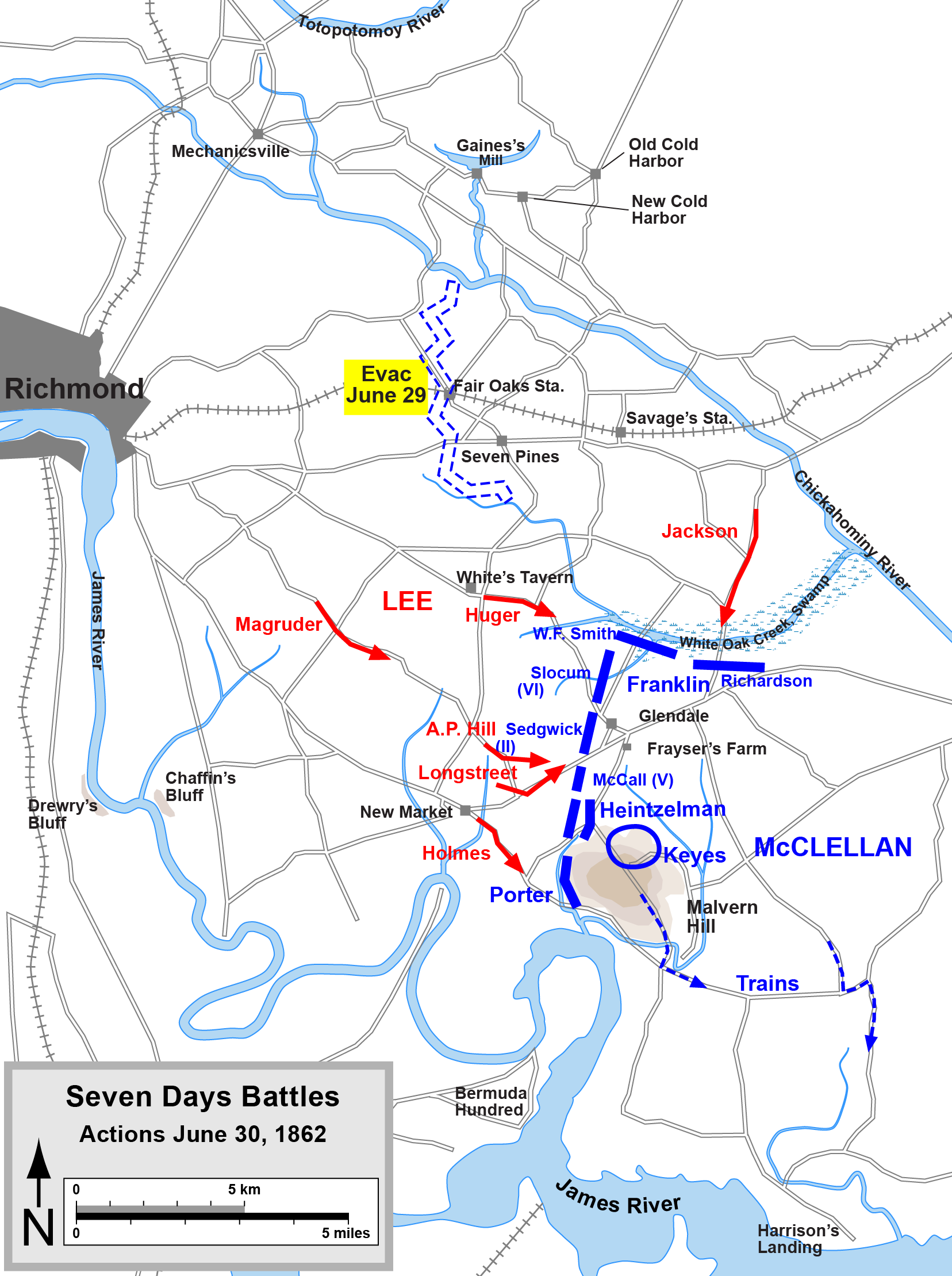
Gefechtsübersicht für den 30. Juni

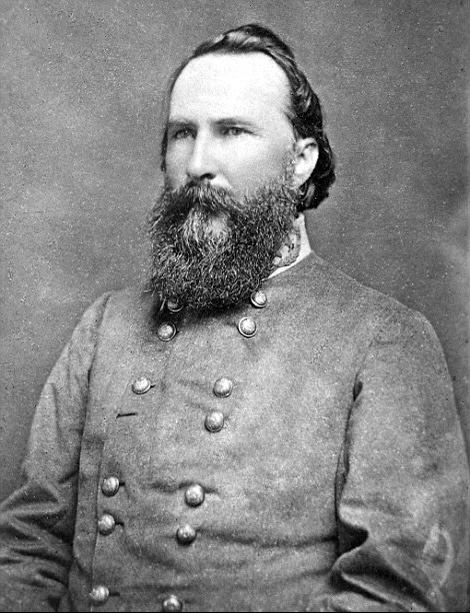
Generalmajor James Longstreet

Um 4.00 Uhr morgens hatte General Lee Generalmajor Magruder zur Verstärkung von Generalmajor Theophilus Holmes zu den Malvern Hills befohlen; die Division stand jedoch ganztägig nur defensiv den Truppen Porters gegenüber. Holmes griff die linke Flanke der Union an der Turkey Bridge zwar an, wurde aber durch das Artilleriefeuer der Unionsstellung am Malvern Hill und vom James River her von den Kanonenbooten USS Galena und USS Aroostook niedergehalten. Jacksons erzwungene Untätigkeit erlaubte es zwei Divisionen aus Franklins Korps im späten Nachmittag, die Truppen der Union im Zentrum bei Glendale zu verstärken. Drei Brigaden unter Brigadegeneral John Sedgwick waren bereits entlang der Long Bridge Road im Anmarsch ins Zentrum der Schlacht bei Glendale. Die ebenfalls im Zentrum zurückbelassene US-Division McCall hatte südlich der Charles City Crossroads ihren Marsch gestoppt, um nach Westen Front zu machen. Eine starke konföderierte Division unter Generalmajor Huger griff von Westen entlang der Charles City Road an. Nach 5 Kilometern Vormarsch wurde diese durch quer über die Straße durch Pioniere der Division Slocums gefällte Bäume aufgehalten. General Hugers Truppen fanden keine alternative Route und konnten ebenso wie Jackson nicht in den Kampf eingreifen.
Planmäßig führten die Divisionen unter den Generalmajoren A.P. Hill und James Longstreet den Hauptangriff. Ihnen standen etwa 40.000 Unionisten des II. und III. Korps auf etwa 3,2 km Front nördlich und südlich von Glendale an der dortigen Straßenkreuzung gegenüber. Später wurde der Kampf auf 4,8 Kilometer Frontlänge ausgedehnt. Im ersten Treffen griffen drei Brigaden nebeneinander an, von Nord nach Süd die Brigaden Brigadegeneral Cadmus M. Wilcox’, Oberst Micah Jenkins’ (Anderson Brigade) und Brigadegeneral James L. Kempers. Dem gegenüber lagen 6.000 Mann der Division unter Brigadegeneral McCall, konzentriert westlich von Nelson Farm`s bis nördlich von Willi’s Church. - rechts verteidigte die Brigade von Brigadegeneral George G. Meade und links die Brigadegeneral Truman Seymours. Die Brigade Brigadegeneral John F. Reynolds’ blieb in Reserve (in dieser Schlacht stellvertretend geführt von Oberst Seneca G. Simmons).

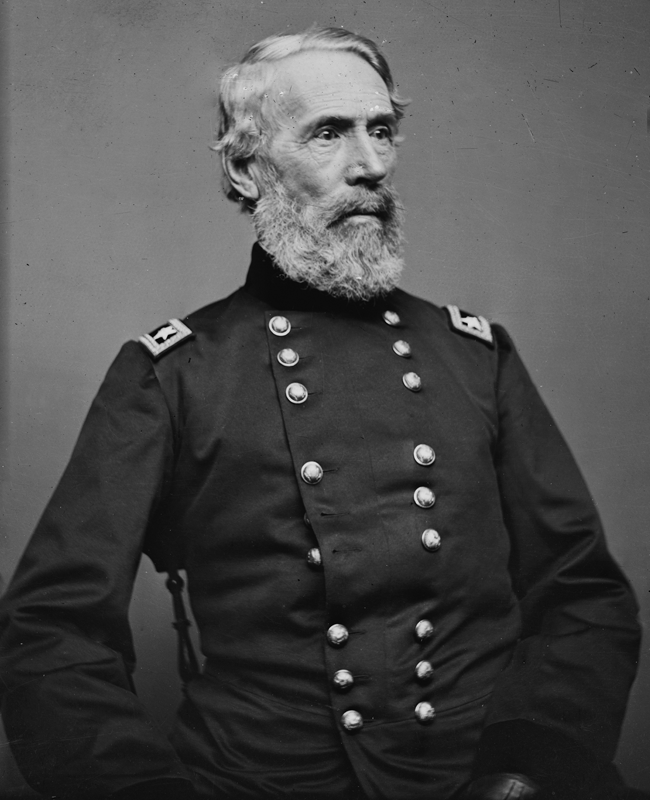
Generalmajor Edwin Vose Sumner

General Kempers Virginia Regimenter führten einen ungeordneten, aber begeisterten Angriff durch die dichten Wälder und wurden durch fünf Batterien der Division McCalls eingedeckt. Links unterstützte die Brigade Jenkins, während General Wilcox mit seiner Alabama-Infanterie erst ein paar Stunden später eingreifen konnte. General Sedgwick, dessen Brigaden vom White Oak Swamp zur Quaker Road südwärts einschwenkte, füllte im Hauptangriffsfeld eine entstandene Frontlücke. Seine drei Brigaden Caldwel, Dana und Sully reihten sich nacheinander an der Abwehr von Longstreets Truppen ein. General Meade wurde bei den Kämpfen verwundet, General McCall wurde von konföderierten Spähtrupps gefangen genommen.
Nördlicher zur Charles City Road hin führte das III. US-Korps unter General Samuel Heintzelman seine Division unter Brigadegeneral Philip Kearny nördlich von Riddell`s Shop gegen den Angriff der konföderierte Brigade unter General Pryor ins Treffen. An der Südflanke der Front blieb eine starke Unionsdivision unter Brigadegeneral Joseph Hooker anfangs fast unbehelligt und erwehrte sich nur kleinerer Attacken gegenüber der hinter dem Western Run stehenden Brigade Branch. Am Nachmittag führte dann die Brigade Grover einen starken Flankenstoß gegen die CS-Brigade unter General Archer durch. Gegen 2 Uhr wurde die konföderierte Linie von der Artillerie der Union schwer eingedeckt: General A.P. Hill drängte den anwesenden Präsidenten Jefferson Davis und andere ranghohe Generale sich sicherheitshalber nach hinten zu begeben. General Longstreet versuchte, die sechs Batterien der Union durch Langstreckenartilleriefeuer zum Schweigen zu bringen und befahl Oberst Micah Jenkins, die gegnerischen Batterien auszuschalten.
Die frontal ausgeführte Schlacht endete erst, als die Dunkelheit einbrach. Obwohl die Truppen Longstreets und Hills etwas an Boden gewonnen hatten, hatten sie schwere Verluste erlitten. Neben Hugers und Magruders Versagen wurde das geplante Eingreifen von Jacksons Truppen im Norden nie verwirklicht und war ein Hauptgrund, dass die Angriffe zu keinem Ergebnis führten.

## Folgen
In der Nacht ging die Potomac-Armee auf die vorbereitete starke Stellung am Malvern Hill zurück. Der Kampf war für General Lee taktisch ergebnislos, der Angriff lähmte aber auch den übermäßig vorsichtigen General McClellan zum Gegenschlag. Die Union hatte Verluste von 3.797 Mann (297 Tote, 1.696 Verletzte und 1.804 Vermisste). Die Konföderierten verloren 3.673 Soldaten (638 Tote, 2.814 Verletzte und 221 Vermisste), allein Longstreet verlor mehr als ein Viertel seiner Division. Die Unions Generale Meade und Sumner und die Südstaaten Generale Joseph R. Anderson, William Pender und Winfield S. Featherston wurden im Kampf verwundet.
In der Schlacht am Malvern Hill am folgenden Tag, dem 1. Juli, wurde die Nord-Virginia-Armee eindeutig besiegt. General McClellan, der trotzdem von seiner Unterlegenheit überzeugt blieb, wich nach Harrisons Landing aus, wohin er auch in den vorhergehenden Tagen seine Versorgungsbasis verlegt hatte. Von dort wollte er nach Ankunft von Verstärkungen Richmond erneut bedrohen. Auch wenn Lees ambitionierter Plan nicht durchschlug, so war es ihm doch gelungen, die bisher im Krieg größte Bedrohung von Seite der Nordstaaten abzuwehren.